# Isle of Portland

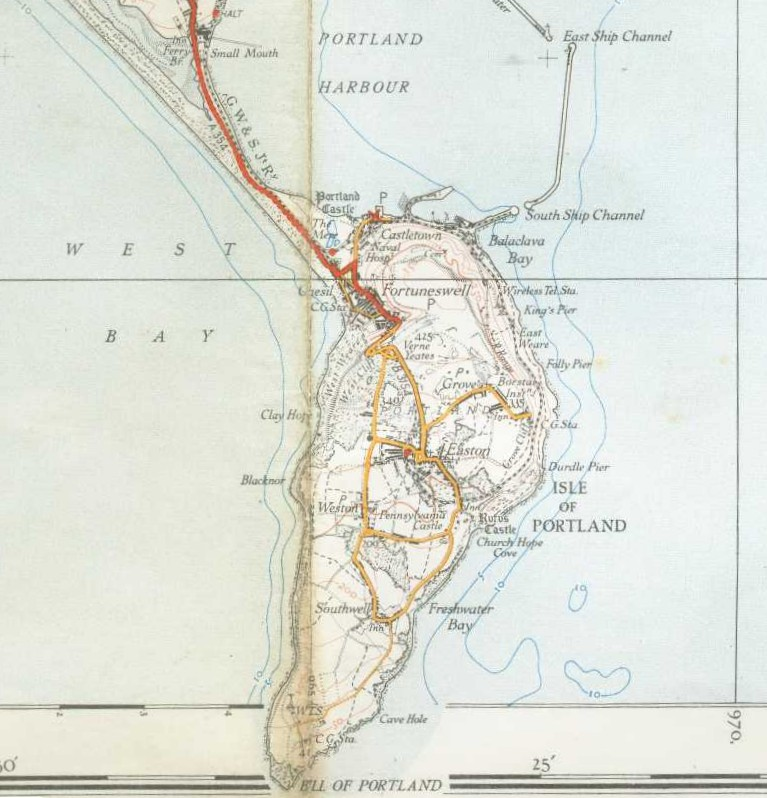
Mapa z 1937 roku

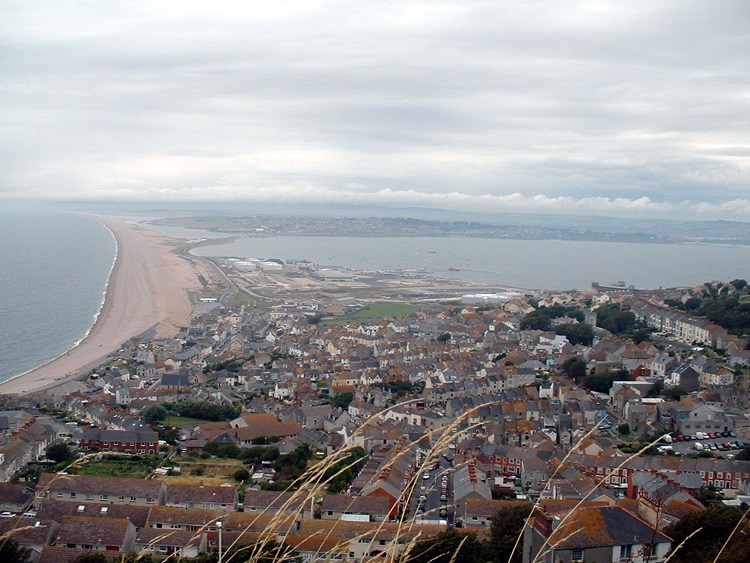
Północna część Portland – wieś Fortuneswell, wał Chesil Beach łączący wyspę z lądem (z lewej), port Portland Harbour oraz miasto Weymouth (z prawej, w tle)

Isle of Portland, Portland – półwysep przyrostkowy położony u południowego wybrzeża Anglii, należący do dystryktu (unitary authority) Dorset, w hrabstwie Dorset. Stanowi część Wybrzeża Jurajskiego. Wydobywany jest tutaj wapień portlandzki, od którego pochodzi nazwa cement portlandzki. 
Isle of Portland połączona jest z lądem 28-kilometrowym wałem akumulacyjnym Chesil Beach, przypominającym tombolo. Z tego też względu Portland bywa uznawane zarówno za wyspę jak i półwysep.